# Liste der Baudenkmale in Großderschau
In der Liste der Baudenkmale in Großderschau sind alle denkmalgeschützten Bauten der brandenburgischen Gemeinde Großderschau und ihrer Ortsteile aufgelistet. Grundlage ist die Veröffentlichung der Landesdenkmalliste mit dem Stand vom 31. Dezember 2023.

## Baudenkmale
In den Spalten befinden sich folgende Informationen:
- ID-Nr.: Die Nummer wird vom Brandenburgischen Landesamt für Denkmalpflege vergeben. Ein Link hinter der Nummer führt zum Eintrag über das Denkmal in der Denkmaldatenbank. In dieser Spalte kann sich zusätzlich das Wort Wikidata befinden, der entsprechende Link führt zu Angaben zu diesem Denkmal bei Wikidata.
- Lage: die Adresse des Denkmales und die geographischen Koordinaten. Link zu einem Kartenansichtstool, um Koordinaten zu setzen. In der Kartenansicht sind Denkmale ohne Koordinaten mit einem roten beziehungsweise orangen Marker dargestellt und können in der Karte gesetzt werden. Denkmale ohne Bild sind mit einem blauen bzw. roten Marker gekennzeichnet, Denkmale mit Bild mit einem grünen beziehungsweise orangen Marker.
- Bezeichnung: Bezeichnung in den offiziellen Listen des Brandenburgischen Landesamtes für Denkmalpflege. Ein Link hinter der Bezeichnung führt zum Wikipedia-Artikel über das Denkmal.
- Beschreibung: die Beschreibung des Denkmales
- Bild: ein Bild des Denkmales und gegebenenfalls einen Link zu weiteren Fotos des Baudenkmals im Medienarchiv Wikimedia Commons

### Großderschau
| ID-Nr.                           | Lage                         | Bezeichnung | Beschreibung | Bild           |
| -------------------------------- | ---------------------------- | --- | --- | -------------- |
| 09150100 Wikidata                | (Lage)                       | Dorfkirche | Die evangelische Kirche wurde von 1780 bis 1785 durch Friedrich II. errichtet. Die Kirche wurde für neun Dörfer um das damalige Friedrichsdorf erbaut. Die Kirche ist als Quersaal ausgeführt, ähnlich der Garnisonkirche in Potsdam. Im Inneren befinden sich zweigeschossige Emporen. Die Kanzel und der Altar sind aus der Bauzeit. | weitere Bilder |
| 09150630 Teilobjekt zu: 09150100 | (Lage)                       | Glocke | | BW             |
| 09150099 Wikidata                | Clausiushoferstraße 1 (Lage) | Wohnhaus | | weitere Bilder |
| 09150716 Wikidata                | Lindenstraße 7 (Lage)        | Mühlengehöft, bestehend aus Wohnhaus und Wirtschaftsgebäude; eingeschossig mit Krüppelwalmdach und Schwarzer Küche | Das Wohnhaus steht auf einem leicht erhöhten Standort. | weitere Bilder |
| 09150717 Teilobjekt zu: 09150716 | Lindenstraße 7 (Lage)        | Stallscheune | Die Scheune befindet sich hinter dem Wohnhaus. | BW             |